# The Dæmons
The Dæmons (Los demonios) es el quinto y último serial de la octava temporada de la serie británica de ciencia ficción Doctor Who, emitido originalmente en cinco episodios semanales del 22 de mayo al 19 de junio de 1971. Está protagonizado por el Tercer Doctor, la acompañante Jo Grant y el equipo de UNIT, con El Amo como villano principal. Se trata de la última vez que una historia de Doctor Who se emitió en cinco episodios, y generalmente está considerada como una de las mejores de la era del Tercer Doctor.

## Argumento
En el pueblo de Devil's End, una excavación arqueológica está examinando la infame Joroba del Demonio, un montículo de la Edad del Bronce. Cubre la noticia de la excavación BBC . Una bruja local, Olive Hawthorne llega para protestar, avisando de un gran mal y la venida de la bestia de cuernos, pero tomándola por una loca, la echan. Viendo esto, el Doctor le dice a Jo que la Srta. Hawthorne tiene razón, hay que detener la excavación, y van hacia allá.
La Srta. Hawthorne va a ver al nuevo vicario local, el reverendo Magister. Magister, que en realidad es El Amo, intenta asegurarle de que sus temores son infundados, pero no logra hipnotizarla para hacerse con su voluntad. Apoyado por un grupo de seguidores, el Amo está celebrando ceremonias en la caverna bajo la iglesia para invocar a una fuerza maligna. El Doctor y Jo llegan al montículo, y el Doctor se dirige a detener la excavación, pero es demasiado tarde. La puerta de la tumba se abre y se desatan ráfagas de viento gélido y un terremoto, que derriban a los cámaras e incluso al aquelarre en las catacumbas. El Amo se ríe triunfante, y nombra a la entidad como Azal, y los ojos de una gárgola, Bok, arden con un brillo rojo. Jo entra en el montículo para encontrar a Horner y el Doctor inmóviles, cubiertos de escarcha.
En UNIT, el capitán Mike Yates y el Sargento Benton estaban viendo el final de la emisión antes de que se cortara. Por la mañana llegan al pueblo justo cuando una ola de calor se lo traga. El Brigadier se muestra incapaz de entrar en el pueblo, al haber una barrera que provoca que cualquiera que intente entrar se caliente hasta ser carbonizado en llamas. Contacta con Yates y se pone al día de la situación mientras el Doctor y Jo regresan a la excavación, donde encuentran una pequeña nave espacial en el montículo que se ha condensado. De esta forma, el Doctor se da cuenta de que el Amo está intentando conjurar a un antiguo y todopoderoso demonio, visto en la Tierra como el diablo, pero que en realidad es un alienígena. El Doctor explica que los demonios han influido en la Tierra a lo largo de la historia, haciéndose parte de la mitología humana, y ven el planeta como un experimento gigante. El Amo ha llamado al Demonio una vez, y ahora mismo es tan pequeño que es invisible. La tercera invocación, sin embargo, podría marcar el final del experimento, y del mundo mismo.
El Amo invoca a Azal otra vez y demanda que le entregue el poder que le corresponde, pero Azal le avisa de que él no es el sirviente del Amo. Azal también siente la presencia de otro como el Amo, y quiere hablar con el Doctor para ver si es merecedor de conquistar el mundo. Azal dice en su tercera aparición que decidirá si la Tierra se merece seguir existiendo. Si así fuera, se la daría al Amo. Azal entonces se desvanece en otra ola de calor.
El Doctor regresa al pueblo. Sin embargo, los agentes del Amo están activos, y pronto es capturado por una turba de lugareños y atado a una pira para ser quemado vivo. Con la ayuda de la Srta. Hawthorne y Benton, escapa. Jo y Yates, mientras tanto, han regresado a la caverna de la iglesia y vigilan mientras el Amo reúne a su aquelarre para invocar a Azal una última vez. Jo intenta interrumpir el ritual, pero es demasiado tarde.
Con otra ola de calor, Azal se manifiesta y Jo y Yates son hechos prisioneros. Mientras Jo es preparada para ser sacrificada a Azal, el Brigadier logra cruzar la barrera de calor y entrar en el pueblo. El Doctor logra eludir a Bok, que está vigilando la puerta de la iglesia, y entra en la caverna, donde el Amo le está esperando. Fuera, tropas de UNIT son contenidas por Bok.
Tanto el Doctor como el Amo intentan apelar a Azal, por motivos opuestos. La enorme figura demoníaca decide darle su poder al Amo y lanza electricidad al Doctor para matarle. Sin embargo, Jo se pone delante del Doctor, pidiéndole a Azal que le mate a ella en lugar de a él. Este acto de autosacrificio no tiene sentido para Azal, y la confusión le hace entrar en un estado de ira confusa. El Doctor dice a todos que salgan de la iglesia. Con Bok también inmóvil, Azal sale y la iglesia entera explota. El Amo intenta escapar, pero es capturado por las tropas de UNIT, que se lo llevan. El Doctor, Jo, la Srta. Hawthorne y el equipo e UNIT se unen a los lugareños en sus celebraciones del Primero de Mayo.

### Continuidad
- El noticiario de televisión que aparece en Devil's End era una emisión de un canal ficticio llamado BBC Three. Desde 2003, BBC Three se convirtió en un canal auténtico de BBC.
- El Doctor usa las palabras de una nana venusiana para evitar a Bok. Usará la nana otra vez en The Curse of Peladon y The Monster of Peladon, cantando las palabras con una melodía que corresponde en la realidad al villancico God Rest Ye Merry Gentlemen.

## Producción
| Episodio          | Fecha de emisión    | Duración | Espectadores en millones | Estado en el archivo         |
| ----------------- | ------------------- | -------- | ------------------------ | ---------------------------- |
| Episodio 1        | 22 de mayo de 1971  | 25:05    | 9,2                      | Restauración de color PAL D3 |
| Episodio 2        | 29 de mayo de 1971  | 24:20    | 8,0                      | Restauración de color PAL D3 |
| Episodio 3        | 5 de junio de 1971  | 24:27    | 8,1                      | Restauración de color PAL D3 |
| Episodio 4        | 12 de junio de 1971 | 24:25    | 8,1                      | Cinta original en PAL        |
| Episodio 5        | 19 de junio de 1971 | 24:04    | 8,3                      | Restauración de color PAL D3 |
| [ 2 ] [ 3 ] [ 4 ] |                     |          |                          |                              |

The Dæmons nació como una escena en la audición para el personaje de Jo Grant. La secuencia de la audición pasó al episodio cuarto. El productor Barry Letts tenía ganas de escribir para el programa, y decidió que sería interesante y aterradora una historia que tratara de magia negra. El director de guiones Terrance Dicks tenía sin embargo sus reservas, diciendo que la gente podría verla como satánica, y así la reescribieron para ser estrictamente científica con temática ocultista. Originalmente, el Amo iba a invocar al demonio en el escenario de una iglesia, delante del altar. Sin embargo, temores de que esto enojara a los espectadores religiosos hicieron que las escena se desarrollaran en una cripta. Esto se revisó una vez más, y se llamó caverna a la cripta, aunque el decorado era claramente la cripta de una iglesia. Letts inicialmente quería escribir él mismo la historia, pero se encontró sin tiempo por sus obligaciones como productor. Su mujer recomendó a un amigo de ella, Robert Sloman, que era dramaturgo y periodista. Juntos trabajaron en el guion por la noche después del trabajo. En esa época, sin embargo, la BBC vio mal que un miembro de producción escribiera para su propia serie, y así Letts y Sloman decidieron usar el pseudónimo de Guy Leopold, el nombre del hijo de Sloman y el segundo nombre de Letts respectivamente. El título provisional de la historia era sencillamente The Demons (Los demonios), que comenzó a desarrollarse el 17 de diciembre de 1970. Los guiones estuvieron completados para mediados de febrero de 1971, y fueron rematados por Dicks, que los terminó casi cuando la historia entró en preproducción en marzo del mismo año.
El director Christopher Barry ya había trabajado anteriormente en Doctor Who, pero no le hacía mucha gracia volver, ya que prefería concentrarse en producciones menos específicas de género. Sin embargo, le gustó el guion por su ambientación rural y su interés en la arqueología. Volvería a dirigir para el programa un puñado de veces más, pero sigue nombrando The Dæmons como su favorita, diciendo que era "un guion condenadamente bueno".
Gran parte del serial se rodó en exteriores en Aldbourne, Wiltshire. El rodaje de exteriores tomó dos semanas, más del doble de la media en la época, haciendo que gran parte de la historia estuviera ambientada en exteriores en lugar de en el estudio. Otras localizaciones incluyen el aeródromo de Membury, en Berkshire, y Bridge Farm, en Ramsbury. El rodaje comenzó el 19 de abril de 1971, y tuvo un tiempo agradable y soleado durante la primera semana, pero en la segunda semana el tiempo se hizo nevoso durante la noche, lo que provocó un retraso en el rodaje. Algunas escenas del episodio uno se filmaron de noche, una rareza para el programa, aunque algunas de esas escenas se filmaron de día con un filtro oscuro delante de la lente de la cámara. Otras escenas oscuras de interior se filmaron en un hangar abandonado en Bridge Farm, Ramsbury. El rodaje del serial causó gran emoción en Aldbourne, con gran parte de los residentes del pueblo apareciendo como extra, así como los bailarines de Danza Morris de Headington Quarry haciendo un número de baile en el episodio cuatro.
En el reparto aparece David Simeon que era de Wiltshire, donde se rodaba la historia. Ya había aparecido en Inferno el año anterior. La actriz cómica Damaris Hayman interpretó el papel principal de la Srta. Hawthorne. Ella misma tenía un interés en lo sobrenatural y ayudó durante la producción como consejera extraoficial. Un amigo suyo practicaba brujería, y había elogiado los guiones por su precisión. El veterano actor británico Robin Wentworth interpretó al profesor Horner. El futuro presentador de televisión y marionetista de Sooty Matthew Corbett tuvo un papel pequeño en la historia. Le recomendó su amiga Katy Manning. Stephen Thorne interpretó a Azal, y volvería a aparecer en The Three Doctors y The Hand of Fear.
Después de tres días de grabación en estudio, el serial se completó el 16 de mayo de 1971, menos de un mes antes de la emisión del último episodio, en el cual se incluía metraje de la maqueta de una iglesia explotando. La escena era tan realista que muchos espectadores pensaron que la BBC había volado de verdad una iglesia durante el rodaje. La BBC recibió muchas cartas protestando por esto.